# Święty Franciszek (obraz Cimabue)
Święty Franciszek – obraz autorstwa włoskiego malarza Cenniego di Pepo, znanego jako Cimabue, z końca 2 poł. XIII wieku, znajdujący się w zbiorach Muzeum Konwentu Matki Bożej Anielskiej w Asyżu.

## Historia
Według tradycji asyskiej deska użyta przez artystę stanowiła zamknięcie pierwotnej trumny, w której spoczywało ciało Franciszka z Asyżu, zanim przeniesiono je z Kościoła św. Jerzego do ukończonej w 1230 dolnej części Bazyliki św. Franciszka w Asyżu. Procesja z ciałem Biedaczyny miała miejsce 25 maja 1230. Przedstawienie świętego miało być jego realnym portretem trumiennym. Wieko przechowywane było w prywatnych kolekcjach mieszkańców Asyżu. W 1886 ofiarowano je franciszkanom opiekującym się Bazyliką Najświętszej Marii Panny od Aniołów. Zawieszono go w Kaplicy śmierci św. Franciszka we wnętrzu bazyliki. Następnie obraz trafił do przyklasztornego muzeum. Autorstwo dzieła przypisywane jest Cimabuemu lub szkole z nim związanej. Stan zachowania malunku nie pozwala na ostateczne rozstrzygnięcie tej kwestii.

## Opis obrazu
Obraz ma wymiary 123 na 41 cm. Jest wykonany temperą i złotem na desce. Aureola ma promieniście rozchodzące się żłobienia.
Malarz przedstawił świętego w postawie stojącej. Franciszek ma na sobie franciszkański habit przepasany białym sznurem z trzema węzłami. Habit posiada luźny duży kaptur swobodnie spoczywający na ramionach Biedaczyny. Święty ma wyciętą tonsurę.
Twarz zbliżona w formie do trójkąta. Przedstawiony święty ma duże otwarte oczy, krótką brodę i wąsy. Patrzy na obserwatora. Na widocznej lewej stopie oraz zewnętrznych stronach obu dłoni zaznaczone zostały stygmaty. Artysta ukazał również ranę prawego boku, opisaną w źródłach franciszkańskich, która widoczna jest przez rozdarty habit. Rzucają się w oczy odstające uszy, które Cimabue, jeśli rzeczywiście jest autorem obrazu, namalował również na fresku w dolnym kościele Bazyliki św. Franciszka w Asyżu w tzw. Maestà di Assisi, datowanej na ok. 1285-1288. Przedstawienie Franciszka wiernie oddaje jego wygląd opisany we wczesnych źródłach franciszkańskich.